# En vacker dag ... (film)
En vacker dag... är en svensk långfilm från 1963 i regi av Göran Gentele, med Lars Lind, Maud Hansson, Inger Hayman och Ove Tjernberg i rollerna.

## Handling
Filmen handlar om den impopuläre meteorologen Stellan Engman som förälskar sig i den unga flickan Cornelia.

## Om filmen
En vacker dag ... har visats i SVT, bland annat i juni 2020.

## Roller
| Lars Lind         | – Stellan Engman              |
| Maud Hansson      | – Cornelia                    |
| Inger Hayman      | – Daisy Engman                |
| Ove Tjernberg     | – Olle                        |
| Håkan Jahnberg    | – Doctor Barklund             |
| Nils Fritz        | – professor Corall            |
| Richard Lindskog  | – kontorschef på Meteorologen |
| Mathias Henrikson | – Ulrik Karlsson, amanuens    |
| Curt Ericson      | – bensinstationsföreståndare  |
| Bengt Ottekil     | – sminkör på tv               |
| Anne-Marie Hilton | – hallåflicka på tv           |